# Monastero di Hradisko
Il monastero di Hradisko, in ceco Klášterní Hradisko, è un complesso abbaziale che sorge sulla sommità di una collina alla periferia nord della città di Olomouc, in Repubblica Ceca.
Passato dai benedettini ai premostratensi, venne rifatto in stile barocco dopo le devastazioni svedesi della guerra dei trent'anni.

## Storia e descrizione

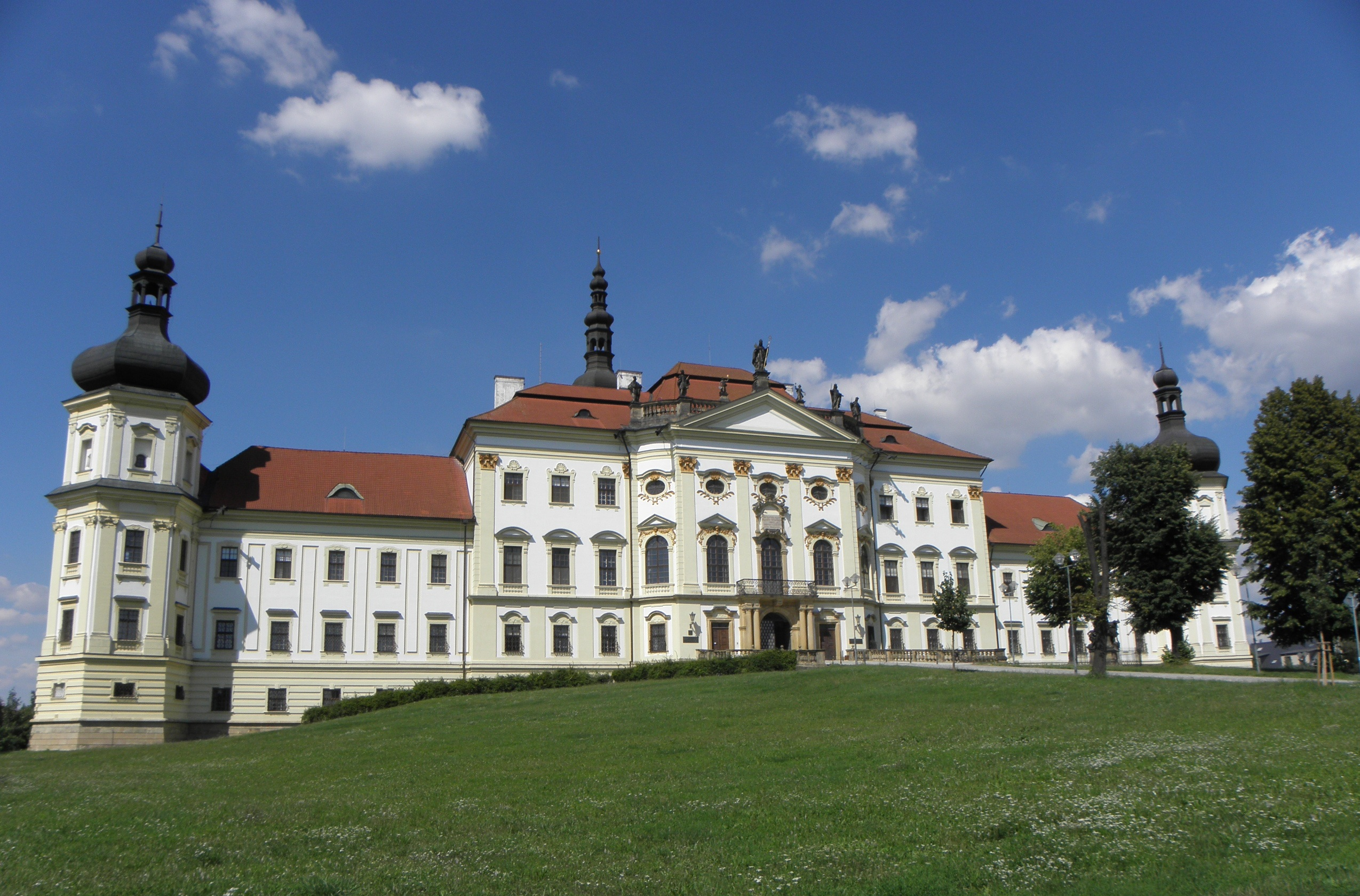
Il fronte principale.

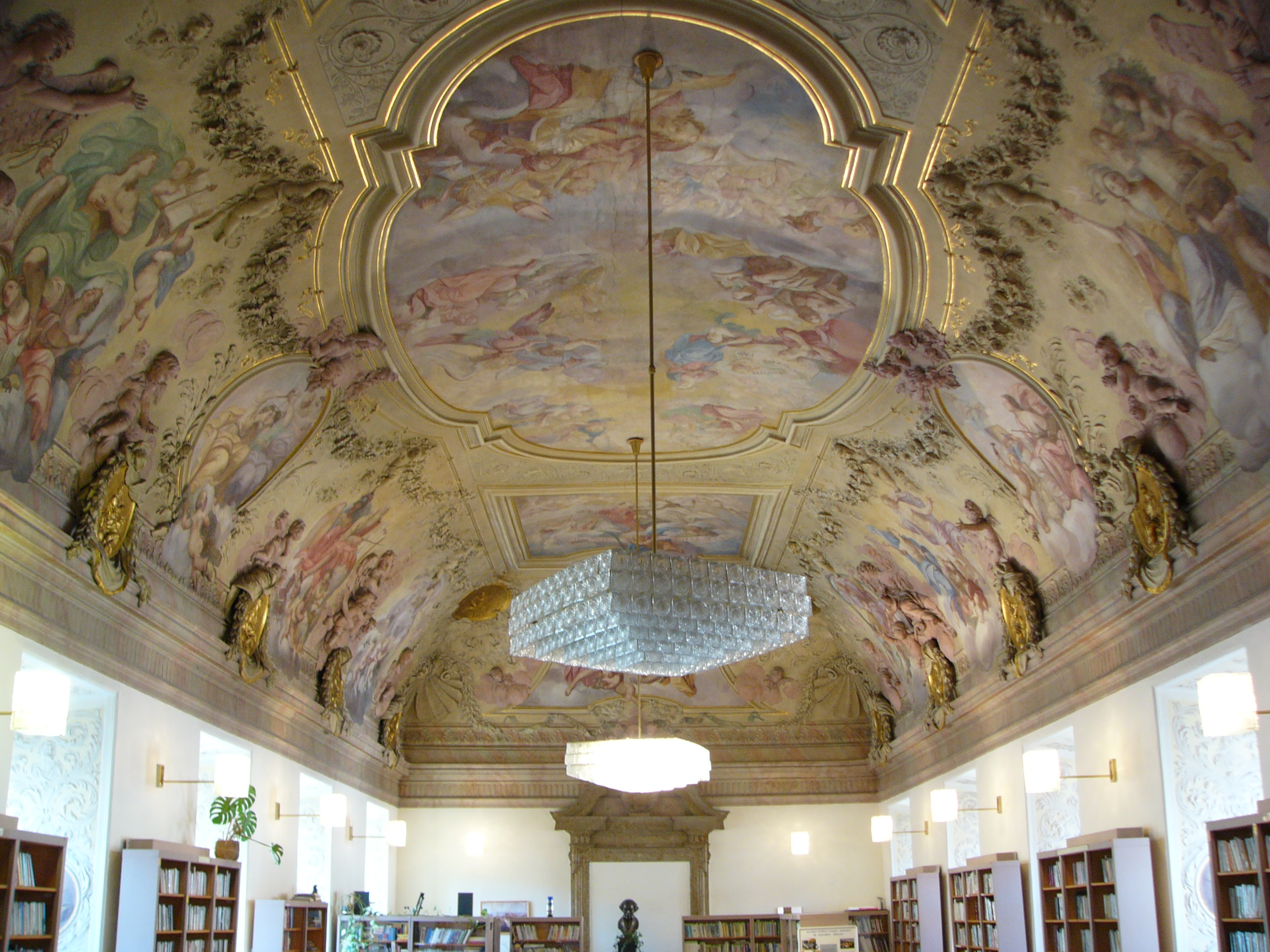
La biblioteca barocca.

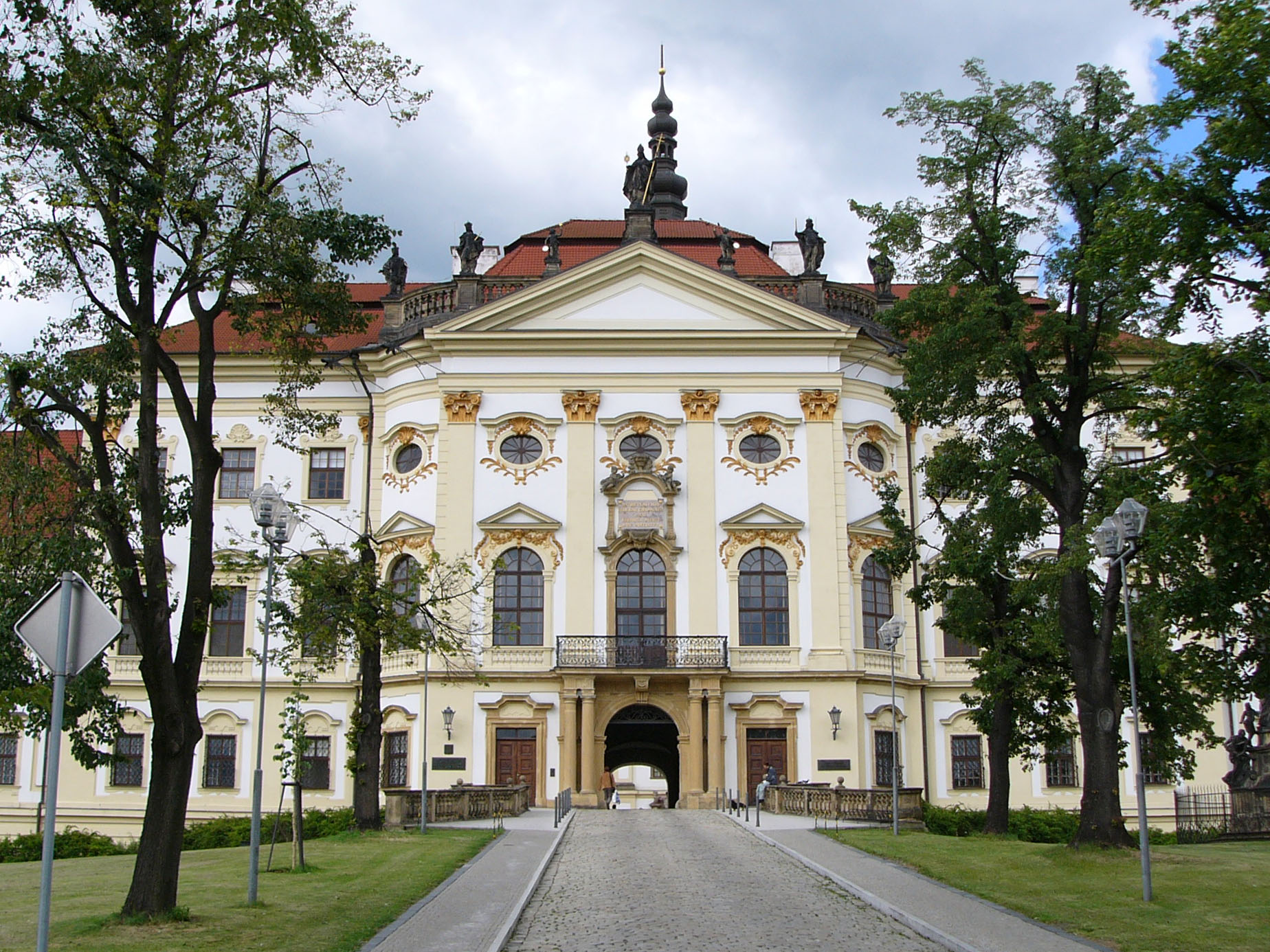
Il corpo principale

Originariamente il luogo era occupato da un vecchio castello dei Přemyslidi, detto Hradiště, passato nel 1061 al principe Ottone I, figlio di Bretislao I di Boemia. 
Nel 1078 il castello venne donato da Ottone I e sua moglie Euphemia ai monaci Benedettini di Břevnov, i quali, sostenuti dai principi, vi edificarono il primo monastero.
La chiesa abbaziale venne eretta per volere del vescovo Jan a partire dal 1078, poi consacrata nel 1087 a Santo Stefano.
Nel 1151 l'abbazia venne assegnata all'Ordine premostratense e i benedettini dovettero lasciare il complesso alla volta del monastero di Opatovice, nella Boemia orientale.
Nel corso dei secoli il monastero di Hradisko venne saccheggiato e devastato più volte, dai Tatari nel 1241, dagli Hussiti nel 1429, dai Taboriti nel 1432 e soprattutto nel 1642 dagli Svedesi durante la guerra dei trent'anni.
Gli edifici attuali vennero costruiti in stile barocco dopo l'occupazione svedese, tra il 1661 e il 1739, su progetto dell'architetto ticinese Giovanni Pietro Tencalla, a cui succedette il lucchese Domenico Martinelli, già attivo a Vienna.
La chiesa abbaziale venne costruita a partire dal 1730 e reca l'affresco della volta dipinto da Jan Kryštof Handke. La prelatura si deve, probabilmente, a un progetto di Domenico Martinelli; le decorazioni scultoree sono del ticinese Baldassarre Fontana, del moravo Jiří Antonín Heinz e del tedesco Josef Winterhalder il Vecchio. I dipinti della galleria vennero eseguiti dal viennese Daniel Gran; e l'affresco della sala principale è opera di Paul Troger.
Nel XVIII secolo il monastero divenne un centro del Giansenismo e dopo la secolarizzazione del 1783 voluta dall'imperatore Giuseppe II, divenne Seminario nel 1785, poi Dipartimento di Stato Generale della Moravia nel 1790. 
Dal 1802 viene utilizzato come Ospedale Militare di Olomouc.